# Bhuta
Il bhuta è un vampiro indiano che secondo la leggenda sarebbe generato in seguito alla morte violenta di un uomo. Vive nei cimiteri, o in luoghi desolati, e si ciba di escrementi e di interiora.